# Alberto Joshimar Acosta
Alberto Joshimar Acosta (* 26. Februar 1988 in Ciudad Mante, Tamaulipas) ist ein mexikanischer Fußballspieler, der auf allen Positionen der linken Seite einsetzbar ist und sowohl in der Verteidigung als auch als Linksaußen spielte, meistens jedoch im Mittelfeld agiert. 

## Laufbahn
Acosta spielte zunächst beim unterklassigen CF Soccer Manzanillo, bis er 2008 von einem Talentspäter der UANL Tigres entdeckt und für deren zweite Mannschaft UANL Tigrillos verpflichtet wurde. Zwei Jahre später wurde er in den Kader der Erstligamannschaft der Tigres aufgenommen, mit der er seither dreimal die mexikanische Fußballmeisterschaft gewann. Zwischen 2014 und 2016 spielte er auf Leihbasis zudem für die ebenfalls in der höchsten Spielklasse Mexikos vertretenen Mannschaften des CF Pachuca und des Puebla FC. 
Sein bisher erfolgreichstes Spiel absolvierte Acosta am 21. Oktober 2012 im Heimspiel gegen die UNAM Pumas, als er drei Treffer zum 5:0-Erfolg der Tigres beisteuerte.

## Erfolge
- Mexikanischer Meister: Apertura 2011, Apertura 2016, Apertura 2017